# Eduardo Rabello
Eduardo Rabello (Barra Mansa, 22 de setembro de 1876 — Rio de Janeiro, 8 de agosto de 1940) foi um médico dermatologista e professor brasileiro e um dos pioneiros da dermatologia brasileira.
Seu nome batiza o Hospital Estadual Eduardo Rabello em Senador Vasconcelos, referência estadual em atendimento em geriatria.
Filho de Eduardo Rabelo e de Maria Teodora dos Reis Rabelo. Formado pela Faculdade de Medicina do Rio de Janeiro com a tese Hematologia na ancilostomose (1903). Inspetor de profilaxia da lepra e doenças venéreas do Departamento Nacional de Saúde Pública. Fundador da Sociedade Brasileira de Dermatologia (1912) e presidiu esta sociedade (1925/1940).
Especializou-se em radiologia, fundou no Rio de Janeiro o "Instituto do Rádio da Faculdade de Medicina do Rio de Janeiro" (1914), instituição pioneira na radioterapia brasileira. Professor da cadeira de dermatologia e sifiligrafia da Faculdade de Medicina do Rio de Janeiro. Foi sócio fundador e diretor da Fundação Gaffrée Guinle (1923). Foi membro titular da Academia Nacional de Medicina (1917). Foi sócio fundador da Sociedade Brasileira de Radiologia (1929). Foi cavaleiro da Légion d'honneur.

## Obras
- Hematologia na ancilostomose (1903);
- Contribuições para o conhecimento das tinhas (1907);
- Etiologia da bouba: demonstração do Spirochaeta pertenue nas lesões de bouba (1909);
- Dermatomicoses (1909);
- Esporotricose (1912);
- Profilaxia das doenças vénereas (1921);
- Profilaxia individual na sífilis (1926);
- A tuberculose cutânea sua incidência em algumas regiões da América do Sul (1932); etc.